# Alfa Romeo 33 Stradale (2023)
Alfa Romeo 33 Stradale är en sportbil som den italienska biltillverkaren Alfa Romeo presenterade i augusti 2023.

## Alfa Romeo 33 Stradale
Alfa Romeos nya sportbil erbjuds i två versioner: med förbränningsmotor från Giulia GTA eller med elmotor. Formgivningen är tydligt inspirerad av 1960-talets 33 Stradale. Alfa Romeo planerar att bygga 33 exemplar och alla är redan sålda.
Motor:
| Modell | Motor              | Cylindervolym | Effekt | Bränslesystem            |
| ------ | ------------------ | ------------- | ------ | ------------------------ |
|        | 6-cyl V-motor DOHC | 2891 cm³      | 630 hk | Direktinsprutning, turbo |
|        | 3 st elmotorer     |               | 760 hk |                          |